# Halmy Izolda
Halmy Izolda (Budapest, 1939. december 19. – 2017. március 13.) magyar bábszínésznő.

## Élete
1964-ben végezte el a Bábstúdiót. 1963 és 1992 között az Állami Bábszínház, 1992-től a Budapest Bábszínház művésze volt.

## Színpadi szerepei
- Hollókirály….Vöcsök
- Kunkori és a kandúrvarázsló….Titinke anyó
- Gulliver Lilliputban….Ajkapír
- A szépség és a szörny….Donna Terézia
- Hófehérke….Szende
- Dani Bogárországban….Pille kisasszony
- Leander és Lenszirom….Tündér negéd
- Párnamesék….Eulália, a párna
- Hencidai csetepaté….Admirálisné
- Barackvirág….Fejedelemné
- Kaland a Vénuszon….Marika
- Bohóc rókák és egyéb mókák….Aranyhalacska, Rigó
- Ellopták a holdat!....Peti
- Ezüstfurulya….Királylány
- A kacsalaki rejtély….Tityi, Sáp-sáp
- A legyőzhetetlen kiskakas….Sárga tyúk, Fehér jérce, Főszakácsnő, Sovány kukta
- Szperanszkij–Jékely: Világszépe….Világszépe, Varangybanya
- A legkisebb boszorkány….Tündér Tercia
- Toldi….Piroska
- Petőfi–Szilágyi D.: János vitéz….Iluska, Francia királylány, Bogár kutya
- Vörösmarty: Csongor és Tünde….Tünde
- Grimm fivérek–Szilágyi D.: Jancsi és Juliska….Juliska, Jancsi